# Flühli
Flühli é uma comuna da Suíça, no Cantão Lucerna. Em 2017 possuía 1.956 habitantes. Estende-se por uma área de 108,24 km², de densidade populacional de 18,1 hab/km². Confina com as seguintes comunas: Brienz (BE), Escholzmatt, Giswil (OW), Habkern (BE), Hasle, Marbach, Oberried am Brienzersee (BE), Sarnen (OW), Schangnau (BE), Schüpfheim, Schwanden bei Brienz.
A língua oficial nesta comuna é o Alemão.

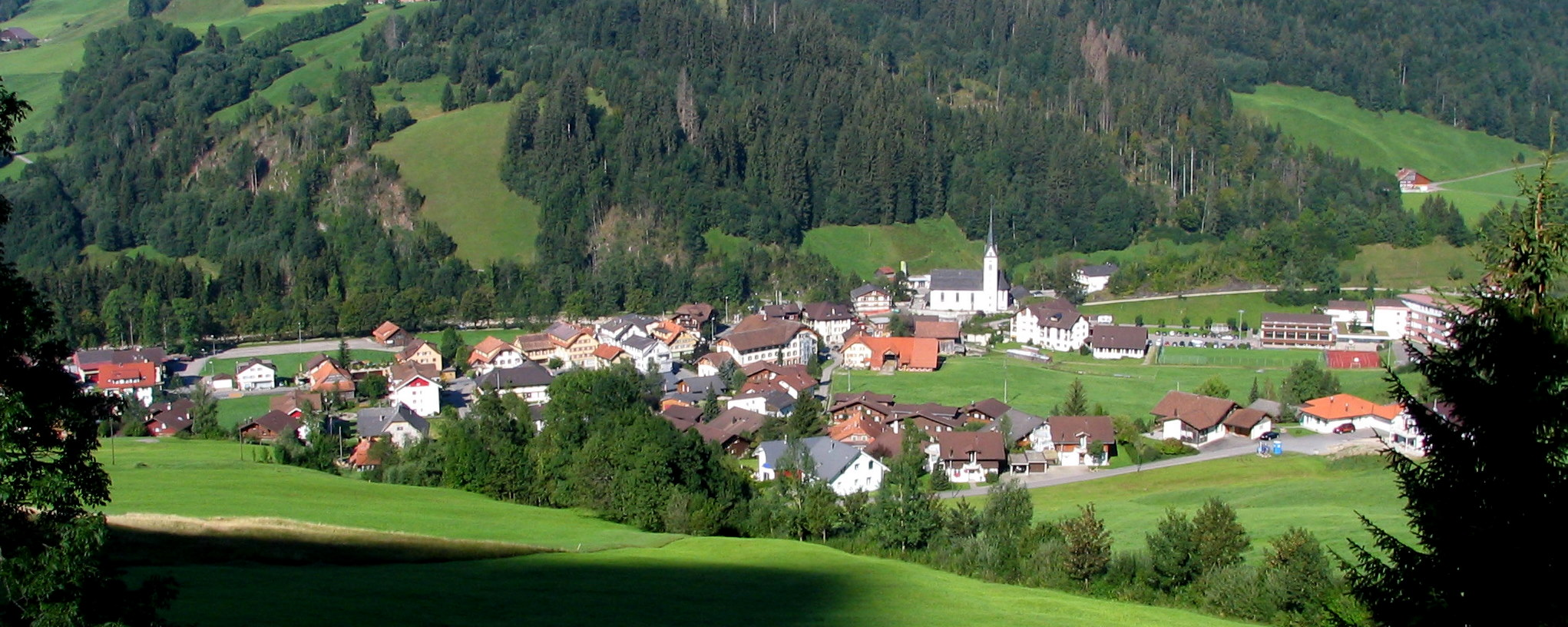
Flühli.

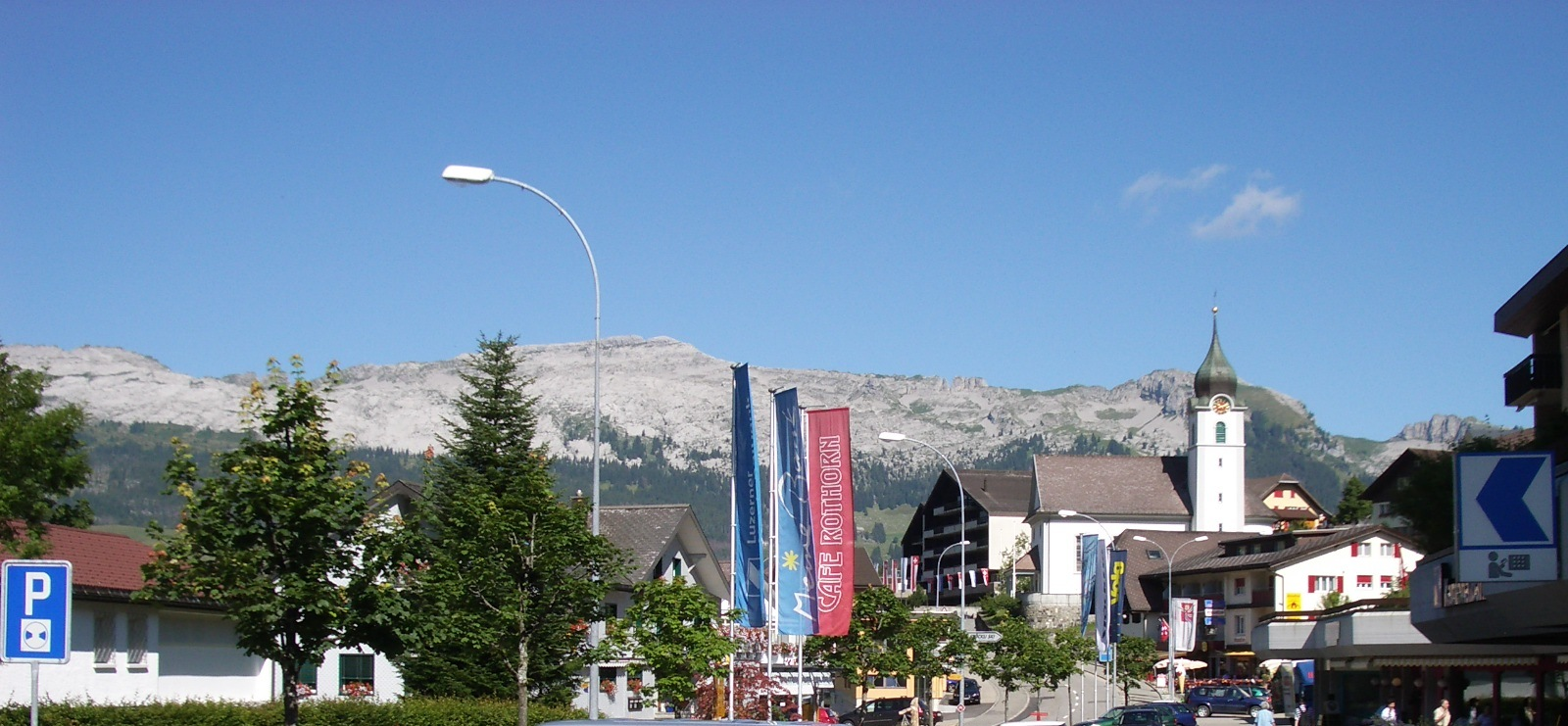
Sörenberg.